# Малая банда четырёх
«Малая банда четырёх» (кит. 小四人帮) — идеологическое клише, обозначавшее на рубеже 1970—1980-х группировку в руководстве КПК, близкую к председателю ЦК Хуа Гофэну. Объединяла высокопоставленных консервативных маоистов, противников реформ Дэн Сяопина. Название было дано по аналогии с радикально-маоистской «Бандой четырёх». В 1978—1980 члены группировки были отстранены Дэн Сяопином и его сторонниками и выведены из политики.

## Состав
К «Малой банде четырёх» причислялись:
- Ван Дунсин, на момент смерти Мао Цзэдуна — командующий Отрядом 8341 (охрана высшего партийного руководства), начальник Главного управления ЦК КПК, начальник Центрального бюро безопасности КПК, с 1977 — заместитель председателя ЦК КПК;

- Цзи Дэнкуй, на момент смерти Мао Цзэдуна — руководитель Политико-юридической группы ЦК КПК, вице-премьер Госсовета КНР;

- Чэнь Силянь, на момент смерти Мао Цзэдуна — командующий Пекинским военным округом, вице-премьер Госсовета КНР;

- У Дэ, на момент смерти Мао Цзэдуна — мэр Пекина, с 1977 — заместитель председателя Постоянного комитета ВСНП.

Все четверо состояли в высшем партийном руководстве. Ван Дунсин был членом Постоянного комитета Политбюро ЦК КПК, Цзи Дэнкуй, Чэнь Силянь, У Дэ — членами Политбюро ЦК КПК.

## Политика
9 сентября 1976 скончался Мао Цзэдун. «Шанхайские радикалы» из «Банды четырёх» — Цзян Цин, Чжан Чуньцяо, Ван Хунвэнь, Яо Вэньюань — готовили захват власти и распределение между собой высших партийно-государственных постов. Эти планы, неизбежно сопряжённые с рецидивом Культурной революции и масштабным кровопролитием, отторгались обществом и большей частью правящей бюрократии. 6 октября 1976 члены «Банды четырёх» были арестованы. Преемником Мао Цзэдуна на высшем посту председателя ЦК КПК стал министр общественной безопасности КНР Хуа Гофэн.
Ван Дунсин, У Дэ, Чэнь Силянь и Цзи Дэнкуй сыграли важную роль в разгроме «Банды четырёх». Аресты производились подчинённым Ван Дунсину «Отрядом 8341», Чэнь Силянь и У Дэ контролировали обстановку в Пекине, Цзи Дэнкуй обеспечивал лояльность партийного и правительственного аппарата. Эти деятели закономерно составили ближайшее окружение Хуа Гофэна.
Хуа Гофэн и его сторонники были противниками радикализма группировки Цзян Цин. В то же время они выступали за сохранение маоистского режима, сложившегося к середине 1970-х годов. Эта позиция противоречила реформаторским планам Дэн Сяопина. Между тем, в середине 1977 Дэн Сяопин занял пост заместителя председателя ЦК и быстро приобрёл решающее влияние в партийном руководстве.

## Отстранение
18-22 декабря 1978 в Пекине состоялся III пленум ЦК КПК. Пленум концептуально утвердил программу «реформ и открытости», внесённую Дэн Сяопином. Были подтверждены решения ноябрьской конференции КПК, реабилитировавшей сотни жертв «Культурной революции» (среди них генералы Пэн Дэхуай, Хуан Кэшэн, Дэн Хуа, устранение которых обеспечило возвышение Чэнь Силяня). Особо произведена официальная переоценка апрельских событий 1976 на площади Тяньаньмэнь — вместо «контрреволюционного инцидента» они стали называться «полностью оправданным выступлением масс». Это было сильным ударом по позициям У Дэ (как мэр Пекина он был организатором разгона демонстрации), Чэнь Силяня (командовал войсками Пекинского гарнизона, привлечёнными к разгону) и самого Хуа Гофэна (занимавшего тогда пост министра общественной безопасности, то есть руководителя полицейских сил).
Ван Дунсин, У Дэ, Цзи Дэнкуй и Чэнь Силянь критиковались на пленуме персонально. Ван Дунсин был отстранён от командования «Отрядом 8341», снят с руководства Главным управлением ЦК КПК и Центральным бюро безопасности КПК. У Дэ оставил посты мэра Пекина и секретаря столичной парторганизации КПК. Формально Ван Дунсин оставался заместителем председателя ЦК, У Дэ — членом Политбюро, Цзи Дэнкуй — вице-премьером, Чэнь Силянь — вице-премьером и командующим округом. Однако их позиции — как и самого Хуа Гофэна — были необратимо подорваны. Именно с этого времени появилось выражение «Малая банда четырёх».
На V пленуме ЦК КПК в феврале 1980 «Малая банда четырёх» подверглась уничтожающей критике за «ультралевые тенденции». Им предъявлялись связи с Цзян Цин, Кан Шэном, Се Фучжи, участие в репрессиях «Культурной революции», причастность к расправе над Лю Шаоци. С подачи Дэн Сяопина тон атаке задал Чэнь Юнь: «После устранения Линь Бяо и „Банды четырёх“ идеологическая борьба с ультралевой тенденцией не окончена, проблемы сохраняются… Такие товарищи, как Ван Дунсин, Цзи Дэнкуй, Чэнь Силянь, У Дэ, остаются в Политбюро, и это делает образ партии крайне неблагоприятным».
Ван Дунсин и Чэнь Силянь понимали, что вопрос предрешён, признавали «ошибки» и заявляли о готовности к отставке. Цзи Дэнкуй и У Дэ пытались осторожно возражать, но неохотно соглашались с обвинениями и требованиями отставки.
По итогам пленума все четверо были сняты с партийных и правительственных постов. Ван Дунсин некоторое время оставался членом ЦК, У Дэ и Чэнь Силянь состояли в Центральной комиссии советников КПК. Но никаким политическим влиянием члены «четвёрки» более не обладали.
Устранение «Малой банды четырёх» явилось важным этапом в консолидации власти Дэн Сяопина и реализации его реформ.